# Challenger DCNS de Cherbourg 2011
Il Challenger DCNS de Cherbourg 2011 è stato un torneo professionistico di tennis maschile giocato sul cemento. È stata la 18ª edizione del torneo, che fa parte dell'ATP Challenger Tour nell'ambito dell'ATP Challenger Tour 2011. Si è giocato a Cherbourg in Francia dal 28 febbraio al 6 marzo 2011.

## Partecipanti

### Teste di serie
| Giocatore | Nazionalità            | Ranking* | Testa di serie |
| --------- | ---------------------- | -------- | -------------- |
| Bulgaria  | Grigor Dimitrov        | 81       | 1              |
| Francia   | Nicolas Mahut          | 82       | 2              |
| Francia   | Arnaud Clément         | 105      | 3              |
| Francia   | Édouard Roger-Vasselin | 115      | 4              |
| Francia   | Benoît Paire           | 120      | 5              |
| Germania  | Andreas Beck           | 129      | 6              |
| Russia    | Aleksandr Kudrjavcev   | 139      | 7              |
| Svizzera  | Stéphane Bohli         | 145      | 8              |

- Ranking al 21 febbraio 2011.

### Altri partecipanti
Giocatori che hanno ricevuto una wild card:
- Kenny de Schepper
- Jonathan Eysseric
- Benoît Paire
- Alexandre Sidorenko

Giocatori che hanno ricevuto uno Special Exempt:
- Stefan Seifert

Giocatori passati dalle qualificazioni:
- Niels Desein
- Jan Mertl
- Matwé Middelkoop
- Maxime Teixeira

## Campioni

### Singolare
Grigor Dimitrov ha battuto in finale  Nicolas Mahut con il punteggio di 6–2, 7–6(4)

### Doppio
Pierre-Hugues Herbert /  Nicolas Renavand hanno battuto in finale  Nicolas Mahut /  Édouard Roger-Vasselin con il punteggio di 3–6, 6–4 [10–5]